# Odile Rodríguez de la Fuente
Odile Rodríguez de la Fuente (Madrid, 1973) es una bióloga, autora y divulgadora científica española. Su trabajo se ha centrado en la emergencia climática y sus efectos en las personas. Fue fundadora y directora general de la Fundación Félix Rodríguez de la Fuente de 2004 a 2017.

## Trayectoria
Hija de Marcelle Parmentier y Félix Rodríguez de la Fuente, se licenció en Ciencias Biológicas en 1994 y en Producción cinematográfica en 1995 por la Universidad del Sur de California. En 1996, entró a trabajar en National Geographic en Washington D. C. En 2004, creó la Fundación Félix Rodríguez de la Fuente, en reconocimiento al legado de su padre fallecido en un accidente de avión cuando ella tenía siete años. Fue la vicepresidenta y directora general hasta 2017, cuando cerró la fundación.

Es autora de dos libros: Félix. Un hombre en la tierra (2021) y La historia más fascinante del mundo. Historia de la Tierra comprimida en un reloj (2024). Como divulgadora científica y conferenciante, su trabajo se ha centrado en alertar sobre la emergencia climática y sus efectos sobre la Humanidad: 
«Hay multitud de formas de informarnos de la situación y, a partir de ahí, participar, empoderarnos, nos va la continuidad de nuestra especie en ello. Primero, debemos saber lo que está pasando y tenemos que exigir a los políticos medidas través del consumo, que es el motor de la economía. Ser conscientes de lo que estamos comprando, contribuir a que determinadas prácticas continúen o vayan desapareciendo... Hay que incidir en el ahorro energético [...] Multitud de cosas que podemos hacer, pero el primer paso es la conciencia.»

## Reconocimientos
Ha sido recipiente de múltiples premios en España por su labor de defensa medioambiental y divulgación científica, entre ellos el de "Divulgación Medioambiental" de la revista Caza Castilla-La Mancha 2010, el premio Excalibur, el premio Knowdle a la Responsabilidad Abierta 2013, o el Premio Aventura Trashumante Personaje del Año 2024.

## Obra
- 2021 – Félix. Un hombre en la tierra. Editorial Geoplaneta. ISBN 978-84-08-24835-4.
- 2024 – La historia más fascinante del mundo. Historia de la Tierra comprimida en un reloj. Ilustración Rena Ortega. Editorial Molino. ISBN  9788427240384.